# Мечетлінський район
Мечетлі́нський район (рос. Мечетлинский район, башк. Мәсетле районы) — адміністративна одиниця Республіки Башкортостан Російської Федерації.
Адміністративний центр — село Большеустьікінське.

## Населення
Населення району становить 22368 осіб (2019, 25032 у 2010, 25604 у 2002).

## Адміністративно-територіальний поділ
На території району утворено 12 сільських поселень, які називаються сільськими радами:
| Поселення                        | Площа, км² | Населення, осіб (2002) | Населення, осіб (2010) | Населення, осіб (2019) | Центр              | Населені пункти |
| -------------------------------- | ---------- | ---------------------- | ---------------------- | ---------------------- | ------------------ | --------------- |
| Абдуллинська сільська рада       | -          | 774                    | 691                    | 672                    | Абдуллино          | 3               |
| Алегазовська сільська рада       | -          | 3411                   | 3072                   | 2550                   | Алегазово          | 9               |
| Большеустьікінська сільська рада | -          | 9634                   | 9852                   | 9357                   | Большеустьікінське | 4               |
| Великоокинська сільська рада     | -          | 1783                   | 1573                   | 1202                   | Велика Ока         | 3               |
| Дуван-Мечетлінська сільська рада | -          | 1740                   | 1630                   | 1386                   | Дуван-Мечетліно    | 6               |
| Кургатовська сільська рада       | -          | 648                    | 515                    | 452                    | Кургатово          | 3               |
| Лемез-Тамацька сільська рада     | -          | 1808                   | 1707                   | 1511                   | Лемез-Тамак        | 4               |
| Малоустьікінська сільська рада   | -          | 1226                   | 1212                   | 1192                   | Малоустьікінське   | 3               |
| Новомещеровська сільська рада    | -          | 1151                   | 1252                   | 1065                   | Новомещерово       | 4               |
| Новояушевська сільська рада      | -          | 861                    | 911                    | 787                    | Новояушево         | 2               |
| Ростовська сільська рада         | -          | 1093                   | 1033                   | 844                    | Теляшево           | 3               |
| Юнусовська сільська рада         | -          | 1475                   | 1584                   | 1350                   | Юнусово            | 5               |

## Найбільші населені пункти
| №  | Населений пункт    | Населення, осіб (2002) | Населення, осіб (2010) |
| -- | ------------------ | ---------------------- | ---------------------- |
| 1  | Большеустьікінське | 7 557                  | 7 839                  |
| 2  | Алегазово          | 1 323                  | 1 341                  |
| 3  | Велика Ока         | 1 201                  | 1 064                  |
| 4  | Новомуслюмово      | 1 072                  | 1 063                  |
| 5  | Азікеєво           | 750                    | 684                    |
| 6  | Дуван-Мечетліно    | 669                    | 681                    |
| 7  | Нижнє Бобино       | 641                    | 643                    |
| 8  | Малоустьікінське   | 570                    | 561                    |
| 9  | Новояушево         | 531                    | 550                    |
| 10 | Новомещерово       | 481                    | 526                    |

## Відомі особистості
В районі народився:
- Калімуллін Барий Гібатович (1907—1989) — радянський архітектор, педагог, громадський діяч.